# Ripon (Kalifornia)
Ripon város az Amerikai Egyesült Államok Kalifornia államában, San Joaquin megyében. Lakosainak száma 16 013 fő (2020. április 1.).

## Népesség
A település népességének változása:

| 2010 | 14 297 |
| 2020 | 16 013 |